# Mary Elizabeth Ellis

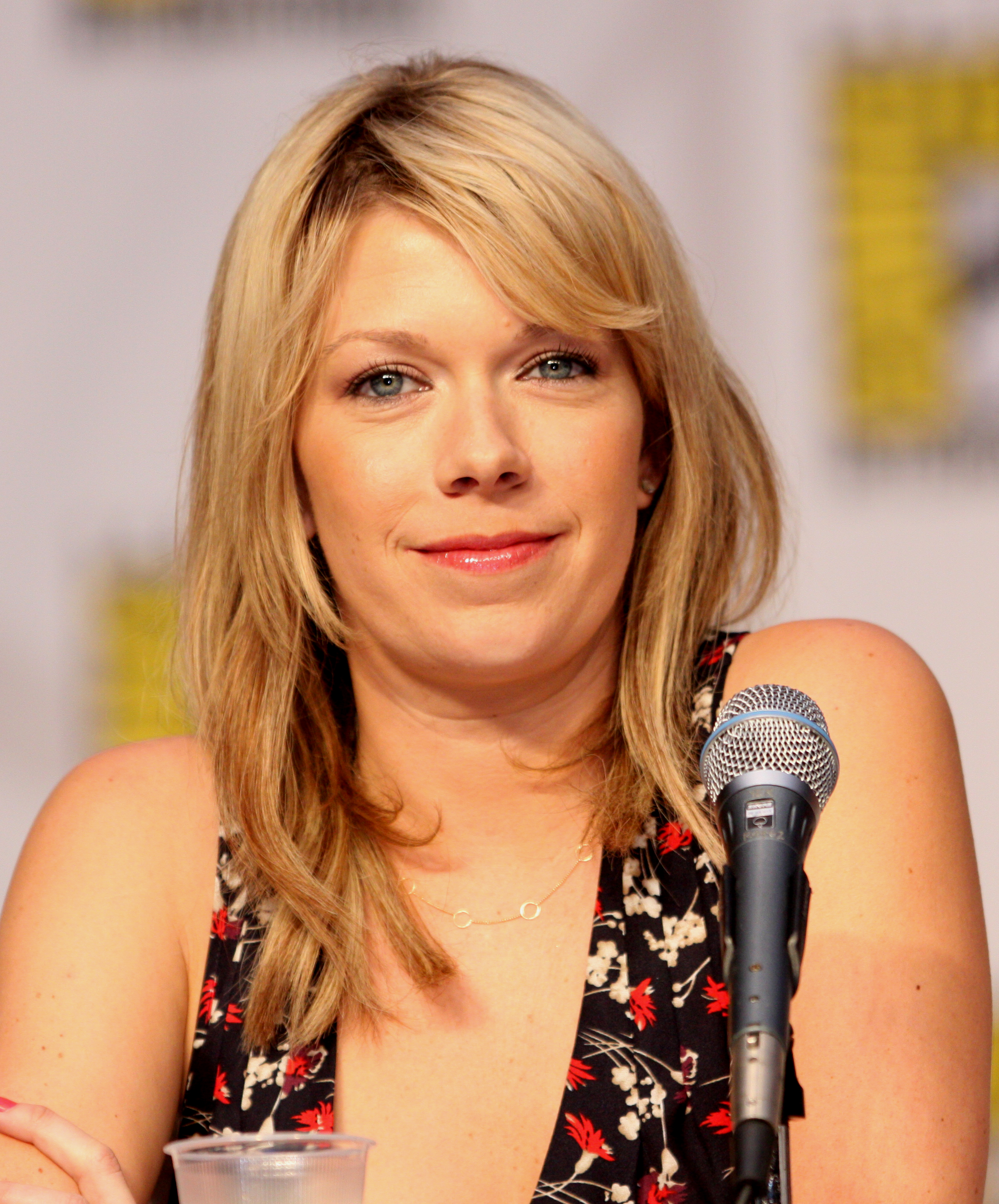
Mary Elizabeth Ellis im Juli 2010

Mary Elizabeth Ellis (* 11. Mai 1979 in Laurel, Mississippi) ist eine US-amerikanische Schauspielerin. Bekannt ist sie vor allem durch ihre Rolle in It’s Always Sunny in Philadelphia.

## Leben und Karriere
Mary Elizabeth Ellis war im Jahr 2008 im Independentfilm A Quiet Little Marriage zu sehen. Seit dem Jahr 2005 ist sie darüber hinaus in einer wiederkehrenden Rolle als Kellnerin in It’s Always Sunny in Philadelphia zu sehen. Zwischen 2011 und 2012 war sie in insgesamt fünf Episoden in der Serie New Girl zu sehen. Dort verkörperte sie die Ex-Freundin von Nick (Jake Johnson). Weitere Gastrollen hatte sie bereits in Reno 911!, Dr. House, Without a Trace – Spurlos verschwunden, Cold Case – Kein Opfer ist je vergessen, Happy Endings und Up All Night. Von 2010 an hatte sie in der NBC-Sitcom Perfect Couples die Hauptrolle der Amy inne. Allerdings wurde die Produktion der Serie nach der ersten Staffel eingestellt.
Seit dem 4. März 2006 ist Ellis mit dem Schauspieler Charlie Day verheiratet, der einen der Hauptcharaktere in It’s Always Sunny in Philadelphia darstellt. Am 15. Dezember 2011 kam ihr erstes Kind, ein Junge, zur Welt.

## Filmografie (Auswahl)
- 2004: Cracking Up (Fernsehserie, Folge 1x04)
- 2004: Reno 911! (Fernsehserie, Folge 2x07)
- seit 2005: It’s Always Sunny in Philadelphia (Fernsehserie)
- 2006: Dr. House (House, Fernsehserie, Folge 3x06)
- 2007: Without a Trace – Spurlos verschwunden (Without a Trace, Fernsehserie, Folge 5x20)
- 2009: Old Friends (Fernsehserie, Folge 1x07)
- 2009: Cold Case – Kein Opfer ist je vergessen (Cold Case, Fernsehserie, Folge 6x12)
- 2010–2011: Perfect Couples (Fernsehserie, 13 Folgen)
- 2011–2012: New Girl (Fernsehserie, 5 Folgen)
- 2012–2013: Happy Endings (Fernsehserie, 2 Folgen)
- 2012: Georgia (Fernsehserie, 3 Folgen)
- 2012: Up All Night (Fernsehserie, 2 Folgen)
- 2013: Brooklyn Nine-Nine (Fernsehserie, Folge 1x04)
- 2015–2016: The Grinder – Immer im Recht (The Grinder, Fernsehserie, 22 Folgen)
- 2017–2019: Santa Clarita Diet (Fernsehserie, 15 Folgen)
- 2018: Die Wahrheit über Lügen (The Truth About Lies)
- 2020: Die gute Fee (Godmothered)
- 2021: How It Ends
- 2021: Licorice Pizza
- 2023: Unstable (Fernsehserie, Folge 1x08)
- 2023: Fool’s Paradise
- 2024: Red One – Alarmstufe Weihnachten (Red One)
- 2024: Undercover im Seniorenheim (A Man on the Inside, Fernsehserie, 8 Folgen)